# Cyclops denticulatus
Cyclops denticulatus is een eenoogkreeftjessoort uit de familie van de Cyclopidae. De wetenschappelijke naam van de soort is voor het eerst geldig gepubliceerd in 1849 door Nicolet.